# Dois Unidos
Dois Unidos é um bairro do Recife, capital do estado brasileiro de Pernambuco.
Pertence à segunda Região Político-Administrativa do Recife (RPA-2) e faz limites com os bairros bairros Beberibe, Linha do Tiro, Nova Descoberta e Passarinho, limitando-se também com a cidade de Olinda. 
Nele estava localizado o Centro de Treinamento de Dois Unidos, que pertencia ao Santa Cruz Futebol Clube.

## História
Antes de se tornar bairro do Recife, a localidade de Dois Unidos era um sítio que servia de invernada para os cavalos da Brigada Militar de Pernambuco. 
Em 1940 foi edificado o Stand de tiros da Brigada. Logo em seguida, outras edificações foram sendo realizadas, tais como um pródio da Companhia de Cães da Polícia Militar e um presídio. Depois, foram aparecendo edificações residenciais,construída por antigos moradores de mocambos extintos pela prefeitura afim de promover o 'progresso' e um  maior ordenamento urbano.
Em sua área há ainda preservada uma parte da Mata Atlântica. A Mata de Dois Unidos é uma das unidades de conservação da Mata Atlântica no Recife.

## Origem do nome
Consta que um dos primeiros habitantes costumava abrigar os seus parentes em sua residência, que passou a ser conhecida como a Casa dos unidos. Com o tempo o nome foi abrangendo toda a localidade, reconhecida como Local dos unidos, para depois ser denominado Dois Unidos

## Demografia
- Área: 312 ha.
- População: 32,805 habitantes
- Densidade demográfica: 105,51 hab./ha.[1][4]

## Localidades do bairro
A comunidade contê a área plana de Dois Unidos, o Córrego da Picada, o Córrego da Bela Vista (antigo Córrego do Morcego), o Córrego da Camila, o Alto do Maracanã, o Córrego do Curió, o Córrego do Leôncio, o Alto do Rosario, Alto do Capitão e o Vale do Senhor(que limita parte do bairro com Passarinho).

## Ativos Ambientais
O território do bairro contempla da Reserva Ecológica de Dois Unidos, com uma área de 52,14 ha. A comunidade é cortada ainda por dois rios: Rio Beberibe e Rio Morno. Há poucos metros da divisa do bairro com a cidade de Olinda, que é feita através do Rio Beberibe, está localizada a Reserva Ecológica de Passarinhos.

## Ativos Esportivos
Bastante conhecido como um celeiro de craques de futebol. Tem a copa Dois unidos, famoso campeonato amador do Recife, que atrai atenção de muitos espectadores e olheiros de clubes. Hoje existe o time de pelada Internacional do Córrego do Morcego, Passarinho,Corinthians do Alto do Capitão e o Penharol do córrego da Camila.
Os espaços de lazer esportivo da comunidade foram sendo substituídos nos últimos anos por habitacionais populares, como o Campo do Clube do Delegado e antigo Campo do Palmeiras, no Alto da Esperança. A quadra de esportes, vizinha à Escola José dos Anjos, permanece em atividade, após uma reforma em sua estrutura. Existem  também, o campo da Minerva e o campo do Passarinho. Hoje,são os dois melhores campos em uso; como também o time de pelada Penharol que dispõe de bons atletas. Tem a melhor pelada da região, denomina-se ( Pelada Peso Pesado, com 16 anos de existência e é realizada aos sábados a tarde).

## Educação
O bairro de Dois Unidos possui 21 escolas públicas e privadas.
Há, também, uma unidade de colônia correcional no bairro.

## Religiosidade
Apesar de forte presença católica, como na maioria do País, a comunidade tem grande influência das igrejas evangélicas. Estão no bairro de Dois Unidos as denominações: Igreja Batista, Assembleia de Deus, Igreja da Fé, O Brasil para Cristo, Igreja Presbiteriana, Casa da Bênção, Universal do Reino de Deus, Adventista do Sétimo Dia, Igreja Primitiva Pentecostal, Igreja Quadrangular, Igreja de Jesus Cristo dos Santos dos Últimos Dias, Igrejas Reformadas do Brasil no Grande Recife (IRBGR),entre outras.